# Lex Scott Davis
Alexis Scott Davis (ur. 26 lutego 1991 w Baltimore) – amerykańska aktorka, która wystąpiła m.in. w filmach Superfly, Pierwsza noc oczyszczenia i Sweet Girl.

## Filmografia

### Filmy
| Rok  | Tytuł                          | Rola         | Uwagi       |
| ---- | ------------------------------ | ------------ | ----------- |
| 2014 | ColorBlind                     | Lili         | krótkometr. |
| 2016 | The Reunion                    | Sasha        | krótkometr. |
| 2016 | Toni Braxton: Unbreak My Heart | Toni Braxton | film TV     |
| 2018 | Superfly                       | Georgia      |             |
| 2018 | Pierwsza noc oczyszczenia      | Nya          |             |
| 2019 | Wyrok bez winy                 | Keisha James |             |
| 2020 | Son of the South               | Joanne       |             |
| 2021 | Sweet Girl                     | Sarah Meeker |             |
| 2022 | Day of Joy                     | Joy          |             |
| 2022 | A Lot of Nothing               | Candy        |             |

### Seriale
| Rok       | Tytuł                    | Rola            | Uwagi                  |
| --------- | ------------------------ | --------------- | ---------------------- |
| 2015      | Byli                     | kelnerka        | 1 odc.                 |
| 2017      | Training Day             | Alyse Craig     | w gł. obsadzie, 8 odc. |
| 2017      | Tales                    | Angie           | 1 odc.                 |
| 2019–2020 | The L Word: Generation Q | Quiara Thompson | 5 odc.                 |
| 2020      | All Rise                 | Rosa Walker     | 1 odc.                 |
| 2021      | Rebel                    | Cassidy         | w gł. obsadzie         |
| 2021      | The Now                  | Kendra          | miniserial, 4 odc.     |
| 2023      | Facet z Florydy          | Iris            | w gł. obsadzie         |